# Riccardo Bartoloni
Riccardo Bartoloni (ur. 12 lipca 1885 w Sant'Agata del Mugello, zm. 11 października 1933 w Jerozolimie) – włoski duchowny rzymskokatolicki, arcybiskup, dyplomata papieski.

## Biografia
30 kwietnia 1928 papież Pius XI mianował go internuncjuszem apostolskim na Litwie oraz 21 maja 1928 arcybiskupem tytularnym laodicejskim. 27 maja 1928 przyjął sakrę biskupią z rąk sekretarza stanu kard. Pietro Gasparriero. Współkonsekratorami byli wiceregens Wikariatu Generalnego Rzymu abp Giuseppe Palica oraz sekretarz Świętej Kongregacji Rozkrzewiania Wiary abp Francesco Marchetti Selvaggiani.
9 listopada 1928, po podniesieniu rangi papieskiego poselstwa w Kownie, został nuncjuszem apostolskim na Litwie.
9 kwietnia 1933 przeniesiony na urząd delegata apostolskiego w Egipcie, Arabii, Erytrei i Etiopii. Był nim do śmierci 11 października 1933.